# 2-й Берлинский международный кинофестиваль
2-й Берлинский международный кинофестиваль прошёл с 12 по 25 июня 1952 года в Западном Берлине.
Международная федерация ассоциаций кинопродюсеров запретила награждать официальными призами. Награды были вручены через зрительское голосование.

## Конкурсная программа
- Заплачь, любимая страна, режиссёр Золтан Корда
- Фанфан-Тюльпан, режиссёр Кристиан-Жак
- Она танцевала одно лето, режиссёр Арне Маттсон
- Перфекционист, режиссёр Ив Сиампи

## Награды
- Золотой медведь
  - Она танцевала одно лето, режиссёр Арне Маттсон
- Серебряный медведь
  - Фанфан-Тюльпан, режиссёр Кристиан-Жак
- Бронзовый медведь
  - Заплачь, любимая страна, режиссёр Золтан Корда